# Carlos de Gurrea Aragón y de Borja
Carlos de Gurrea Aragón y de Borja (1634 - 1692), 9è Duc de Vilafermosa. 2n. Comte de Ficallo.
Fill de Fernando Manuel de Aragón de Gurrea y Borja (* 1613), 8è. Duc de Vilafermosa i de Juana Luisa de Aragón y Alagón, 3a. Comtessa propietària de Luna. Net de Maria Luisa de Aragón († 1663).
Es va casar amb 22 anys, el 1656, amb María Enriquez de Guzmán i Córdoba (morta el 1696) amb qui no va tenir descendència. Governador dels territoris flamencs adscrits a la Corona Espanyola entre 1675 i 1677. Cavaller de l'Orde del Toisó d'Or el 1678. Va ser Virrei de Catalunya entre 1688 i 1690. Va ser succeït en aquest virregnat per Juan Alonso Pérez de Guzman i Pimentel, duc de Medina Sidonia, qui ho seria fins al 1693. Va morir el 1692, amb 58 anys.
A la seva mort es van desencadenar grans plets per la successió i les terres entre famílies nobles aragoneses, de manera que la successió al títol (el 10è duc de Vilafermosa) va ser atorgat el 1750, 58 anys més tard.
El poder hispà en aquests territoris era ja tan escàs que van tenir lloc la segona Batalla de Cassel de 1677 i la batalla de Saint - Dénis el 1678 per part de tropes franc-holandeses.
Durant la Guerra dels Nou Anys, Anne Jules de Noailles va ocupar la població de Camprodon, que fou recuperat poc més tard per Carlos de Gurrea Aragón y de Borja actuant com a virrei de Catalunya, però no va poder evitar que Noailles s'apoderés el 1690 de Sant Joan de les Abadesses, Sant Pere de Ribes i Ripoll. i va fortificar Bellver de Cerdanya.